# Stanisław Nagawiecki
Stanisław Władysław Nagawiecki (ur. 29 kwietnia 1895, zm. 1 stycznia 1974 w Dębicy) – polski nauczyciel, adwokat, działacz społeczny i samorządowiec, burmistrz Dębicy w latach 1928–1933 i w 1945. 

## Życiorys
Po ukończeniu gimnazjum pracował jako nauczyciel w dębickim szkolnictwie. W czasie I wojny światowej służył w wojsku austriackim – walczył na froncie wschodnim, dostając się do niewoli rosyjskiej. Po powrocie do kraju ukończył prawo na Uniwersytecie Jagiellońskim. W 1920 uzyskał zatrudnienie w samorządzie miejskim, kontynuując nauczanie w gimnazjum (do 1927). Działał w klubie sportowym Wisłoka, był także prezesem Związku Wędkarskiego oraz twórcą lokalnej Kasy Stefczyka. W 1928 zakładał w mieście koło Bezpartyjnego Bloku Współpracy z Rządem, którego prezesem był do 1934. W latach 1928–1933 sprawował urząd burmistrza miasta. Musiał odejść z funkcji w związku z tzw. aferą Kasy Stefczyka. W 1933 był redaktorem efemerycznego pisma „Wiadomości Dębickie”. W 1937 założył własną kancelarię adwokacką w Ropczycach. 
Po zakończeniu wojny został wybrany ponownie na burmistrza miasta oraz przewodniczącego Miejskiej Rady Narodowej.